# Jacques-Antoine-Claude-Marie Boudinet
Pour les articles homonymes, voir Boudinet.
Jacques-Antoine-Claude-Marie Boudinet de son vrai nom Charles-Claude Boudinet, né le 30 août 1806 à Saint-Rogatien (Charente-Maritime), et, mort le 1er avril 1873 à Amiens, est un prélat français du XIXe siècle.

## Biographie
Ordonné prêtre en 1830, Boudinet est nommé vicaire général du diocèse de La Rochelle puis administrateur apostolique du diocèse de Pamiers en 1850. Il devient évêque d'Amiens en 1856 dignité qu'il conserve jusqu'à sa mort en 1873. Son épiscopat à Amiens est le plus long du xixe siècle.
L'épidémie de choléra frappe le diocèse d'Amiens durant l'hiver 1865-1866, Boudinet absent d'Amiens lorsque l'épidémie se déclara dans la Somme, s'empresse de revenir pour mener une procession de pénitence avec les reliques des principaux saints de la cathédrale. L'évêque consacre la ville et le diocèse au Sacré-Cœur, le 29 juillet 1866, afin de favoriser la fin de l'épidémie. Le 27 août 1866, la chapelle de Saint-Jacques-le-Majeur de la cathédrale est placée sous le vocable du Sacré-Cœur.
En février 1867, une cérémonie est organisée dans la cathédrale d'Amiens en mémoire d'Antoine Daveluy, l'un des martyrs de Corée.
Boudinet participe au concile provincial de Reims en novembre 1857 et organise trois synodes diocésains en 1858, 1861 et 1862. En 1869 et 1870, il participe au concile de Vatican I. De retour à Amiens, il est marqué par la défaite française face à la Prusse et sa santé se dégrada.

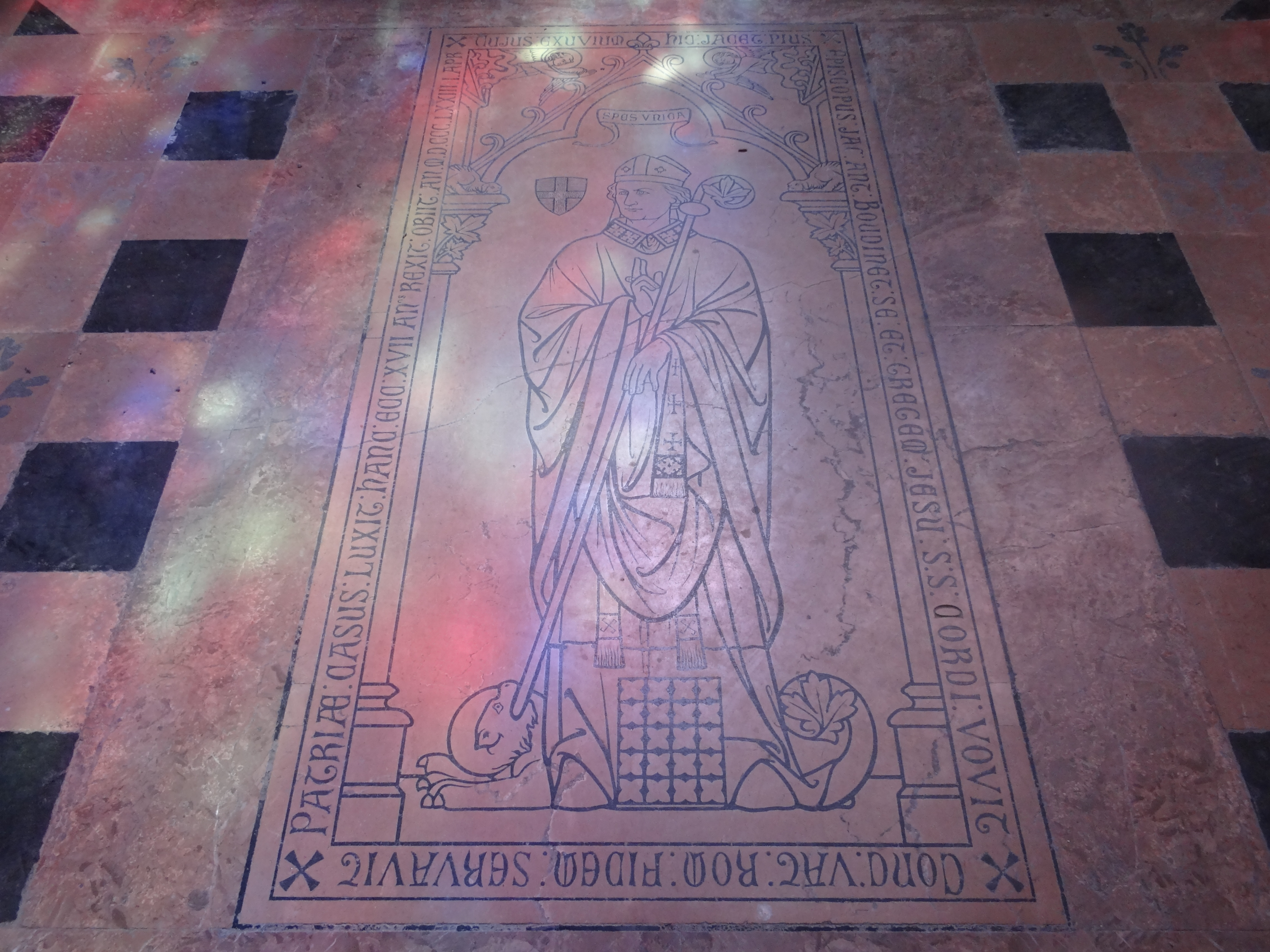
La tombe de Jacques-Antoine-Claude-Marie Boudinet dans la chapelle du Sacré-Cœur de la cathédrale d'Amiens (Somme).

Il meurt le 1er avril 1873 et est inhumé au pied de l'autel du Sacré-Cœur dans la cathédrale Notre-Dame d'Amiens.

## Armes
D'azur à la croix d'or.

## Distinction
- Chevalier de la Légion d'honneur (30 aout 1867)[5]